# 奥托一世 (希腊)
奥托一世（羅馬化：Óthon, Vasileús tis Elládos；1815年6月1日—1867年7月26日），原名巴伐利亚的奥托·腓特烈·路德维希（德語：Otto Friedrich Ludwig von Bayern），為巴伐利亞國王路德维希一世的次子，1832年被选为近代希腊王国的首任国王。

## 家庭与早年生活
奥托是巴伐利亚国王路德维希一世与萨克森-希尔德堡豪森的特丽莎的次子，1815年出生于奥地利帝国萨尔茨堡。他的长兄后来成为巴伐利亚国王马克西米利安二世，他的三弟后来成为巴伐利亚摄政王柳特波德。经由他的父系远祖巴伐利亚-慕尼黑公爵约翰二世，他是羅馬帝国拉斯卡里斯皇朝皇帝狄奧多爾一世的21世孫。他的三代祖辈详见下表：
| 希腊国王奥托一世 | 父亲: 巴伐利亚国王路德维希一世    | 祖父: 巴伐利亚国王马克西米利安一世·约瑟夫            | 祖父之父: 茨魏布吕肯-比肯费尔德行宫伯爵弗里德里希·米夏埃尔 |
| 希腊国王奥托一世 | 父亲: 巴伐利亚国王路德维希一世    | 祖父: 巴伐利亚国王马克西米利安一世·约瑟夫            | 祖父之母: 普法尔茨-苏尔茨巴赫的玛利亚·弗朗西斯卡           |
| 希腊国王奥托一世 | 父亲: 巴伐利亚国王路德维希一世    | 祖母: 黑森-达姆施塔特的 奥古斯塔·威廉明娜            | 祖母之父: 黑森-达姆施塔特的格奥尔格·威廉                   |
| 希腊国王奥托一世 | 父亲: 巴伐利亚国王路德维希一世    | 祖母: 黑森-达姆施塔特的 奥古斯塔·威廉明娜            | 祖母之母: 莱宁根-达格斯堡-法尔肯堡的玛利亚·路易丝·阿尔贝汀 |
| 希腊国王奥托一世 | 母亲: 萨克森-希尔德堡豪森的特丽莎 | 外祖父: 萨克森-阿尔滕堡公爵弗里德里希                | 外祖父之父: 萨克森-希尔德堡豪森公爵恩斯特·弗里德里希三世   |
| 希腊国王奥托一世 | 母亲: 萨克森-希尔德堡豪森的特丽莎 | 外祖父: 萨克森-阿尔滕堡公爵弗里德里希                | 外祖父之母: 萨克森-魏玛-爱森纳赫的恩斯汀·奥古斯苔·索菲     |
| 希腊国王奥托一世 | 母亲: 萨克森-希尔德堡豪森的特丽莎 | 外祖母: 梅克伦堡-施特雷利茨的 夏洛特·格奥尔金·路易丝 | 外祖母之父: 梅克伦堡-施特雷利茨大公卡尔二世                |
| 希腊国王奥托一世 | 母亲: 萨克森-希尔德堡豪森的特丽莎 | 外祖母: 梅克伦堡-施特雷利茨的 夏洛特·格奥尔金·路易丝 | 外祖母之母: 黑森-达姆施塔特的弗里德里克·卡洛琳             |

## 早期统治

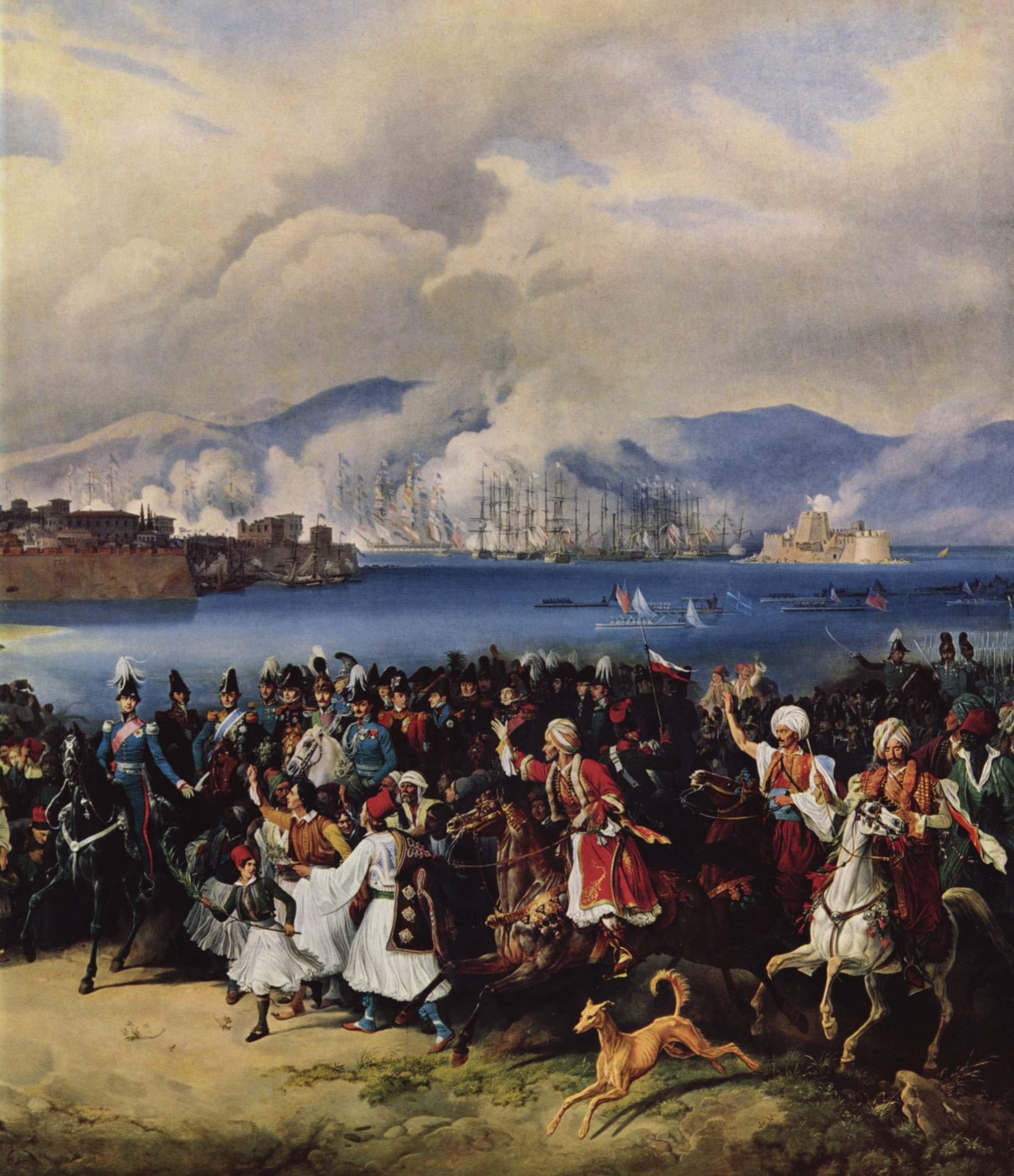
希腊国王奥托一世在首都纳夫普利翁登陆，彼得·冯·赫斯绘

1831年，当时的希腊总督爱奥尼斯·卡波季斯第亚斯遇刺，希腊陷入混亂、暴力橫行；直到1832年5月的伦敦和会上，列强（英、法、俄）依《倫敦條約》决定：希腊成为独立的君主国，国王由巴伐利亚17岁的小王子奥托擔任後才結束混亂；為了讓奧圖曼帝國承認他的王位，希臘償付一筆數額不菲的補貼。国王的继承人为奥托的后代，如果没有后代，奥托的弟弟及其后代为希腊国王的继承人。希腊和巴伐利亚的王位不得由一人兼任。奥托的称号是希腊的国王，而不是希腊人民的国王，这意味着仍有上百万的希腊人在土耳其的统治下。
1833年2月6日，奥托王子在三个摄政和3500名巴伐利亚士兵的陪同下在有6000名希腊居民的新首都纳夫普利翁登陆。他是乘英国护卫舰HMS马达加斯加号由英、法、俄三国海军护送来的。

### 巴伐利亚摄政的糟糕统治
由于奥托一世尚未成年，希腊由摄政委员会执政。摄政委员会由三名巴伐利亚摄政组成，分别是枢密院主席约瑟夫·路德维希·冯·阿尔芒斯佩格、格奥尔格·路德维希·冯·毛莱尔、卡尔·冯·阿贝尔。三个摄政主张专制统治，且能力平庸。直到1835年，奥托一世国王年满20岁，开始执政。
希腊人很快发现他们的税收比土耳其统治时代加重了，巴伐利亚主要倚赖向英、法、俄借款过日子，对希腊人征税繁重、管理混乱希腊人仍没有发言权，甚至连选举地方官吏的权利也没有。摄政们禁止出版物的发行，使他们更加不得民心。
1833年8月，希臘議會宣布希臘東正教享有自治，不再依附君士坦丁堡牧首的希腊东正教会。奥托一世是一位坚定的天主教徒，拒绝改宗东正教，使他在一部分虔诚的希腊教徒的眼中被视为异端。最重要的是，奧托很快地在教會享有自治後沒收其地產，關閉600所修道院，開始實行拿破崙時代在巴發利亞制定的世俗化立法。
1834年12月13日，希腊政府迁至雅典。虽然当时的雅典只有一万名居民，废墟比房屋更多。这个选择得到了多数希腊人的同意。1835年，奥托一世被西班牙国王授予西班牙金羊毛骑士团骑士勋章。
奥斯曼帝国的暴政换为了外国的官僚统治，他们鄙夷地将其称为“巴伐利亚官僚制”（Βαυαροκρατία）；此後奧托竭力控制局面但沒能成功，不過他支持希臘民族主義者努力擴大希臘疆土，把很多仍處於奧斯曼帝國統治下的希臘人納入希臘。

### 婚姻

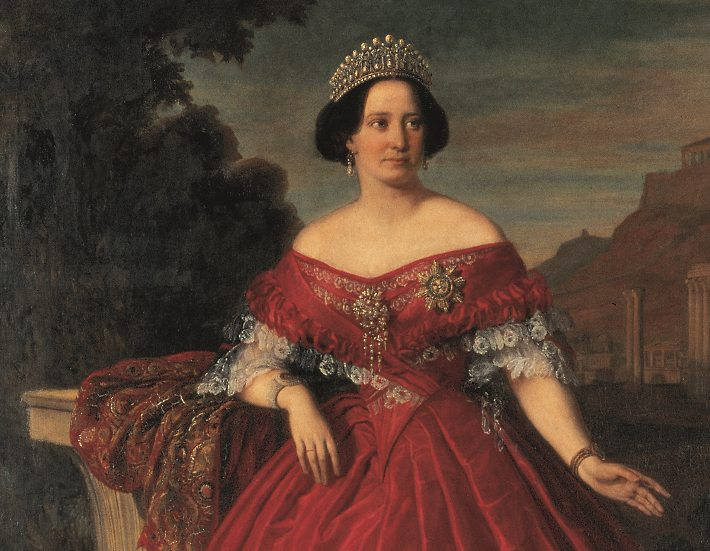
希腊王后阿玛利亚

1836年，奥托一世访问德国，目的是挑选一位王后。次年二月回国时他给希腊带来一位王后——歐登堡的阿瑪莉埃（Marie Friederike Amelie，1818年12月21日—1875年5月20日）。她是奥尔登堡大公奥古斯特与夫人安哈尔特-贝恩堡-绍姆堡-霍伊姆的阿德莱德的长女。二人一直没有子嗣。
带来一位王后的同时奥托一世还带来了一位新首相——来自巴伐利亚的伊格纳茨·冯·鲁德哈特。独断专行的阿尔芒斯佩格被解职。
鲁德哈特像他的前任一样，用独断专制的方法来统治希腊。在希腊的立宪主义者和英国公使的压力下，鲁德哈特于10个月后辞职，奥托一世自任首相。
奥托一世早期统治中值得注意的是学校和医院的建立，雅典理工大学（Εθνικό Μετσόβιο Πολυτεχνείο）就是这个时候建立的。

## 九·三革命与后期统治

### 九·三宪法革命
奥托一世刚即位，希腊人就希望在新国王的领导下颁布一个宪法。但摄政和首相一直施行专制统治。直到奥托一世自任首相，离希腊人的宪法仍很遥远。国王拒绝议会选举。希腊大部分内阁成员甚至国防大臣还是巴伐利亚人。新王国的统治比奥斯曼帝国的统治还要差，希腊的人口也在下降。亲俄派企图以一个信奉东正教的王子来代替信奉羅馬公教的奥托；亲英派的立宪主义者强烈要求将巴伐利亚官员逐出希腊。英国政府在给奥托一世施压，要求其制定宪法。1843年，英国在其殖民地爱奥尼亚岛进行改革，并在下议院辩论要在希腊实施代议制制度。同年9月3日，雅典爆发革命。德米特里·卡勒基斯上校和独立战争时的民族领袖约安尼斯·马克里亚尼斯率领军队聚集在王宫前的广场，经过一些抵抗后，国王同意罷免他的巴伐利亚顾问。最終，國王作出讓步並指定約安尼斯·科萊提斯為首相，同意召集国民议会颁布宪法。
於是，希臘成為立憲君主制，恢復由男子選民選出的立法議會。

### 王国的第一部宪法
1843年11月，希腊王国的第一届议会召开，参加者有来自色雷斯、伊皮鲁斯和马其顿的代表，会议制定了一部新宪法。1844年3月，奥托一世对宪法宣誓。
宪法在精神上是自由主义的，它规定了一个由选举产生的下院，国王同下院有同样的立法权，并保留有否决权。行政权由国王任命的大臣行使，国王有权任免大臣。国王还可以在议会任期未满前将其解散。
然而新宪法下的几任首相似乎不曾注意这部宪法。特別是1844年的首相科萊提斯推翻了憲法的自由條文，與國王共同建立一個「議會獨裁制」。於是1843年胜利的不是立宪主义者，而是独立战争时的领袖。希腊从巴伐利亚人的专制统治换为希腊人的獨裁统治。他们都没有执行民主的原则。這是因為民主自由的價值觀與精神從未在希臘人心中普及或建立，希臘仍是東方色彩濃重的農業國度，而非西歐進步的工業社會。

### 得到民心

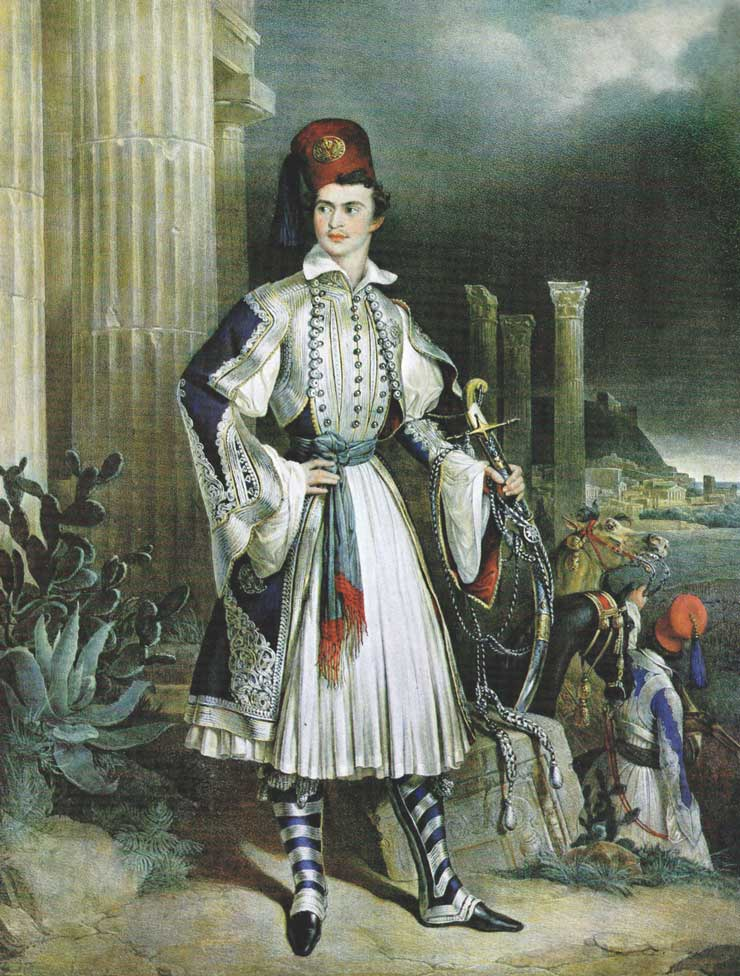
奥托一世身着希腊传统服饰的画像

在九·三革命中，国王奥托一世的威望并没受到影响，可能是他幼稚的本性，且常常穿着民族服装，过着简单的生活。因此他能得到民心。外国外交官与国王的不合作，反而增加了国王的威信。
1850年，出现了所谓“帕西菲科事件”，使希英关系出现危机，却使奥托一世获得了民众的信任。大卫·帕西菲科是葡萄牙犹太人后裔，出生于英国海外领地直布罗陀。由于他在希腊的房产在反犹游行中被抢劫，英国外交大臣巴麦尊支持其向希腊政府要求巨额赔偿，甚至派了海军封锁了比雷埃夫斯港。奥托一世及其政府采取不理睬的态度，后接受了路易·拿破仑的调解。但法国的调解使英国非常不满并拒绝他的调解。为此法国撤出大使。奥托一世虽然最后屈服了，却得到了希腊人的信任，且赔款也内减到一个很小的数字。一年之后，由于希腊与法国的另一事件，巴麦尊被迫辞职。希腊人的民族情绪空前高涨。奥托一世受到人民的信任，且发现保持这种信任的关键就是把国王置身于爱国运动前列。
1850年，奥托一世被奥地利皇帝授予奥地利金羊毛骑士团骑士勋章。

### “伟大理想”

希腊独立以来的疆界變化

“伟大理想”（Μεγάλη Ιδέα），即收复领土主义，是希腊人希望复辟羅馬帝国的梦想。奥斯曼帝国有250万希腊人，在新羅馬、塞萨洛尼基和士麦那的希腊人要求统一起来，这些地方也是希腊商人活动的中心；克里特岛随时都在准备起义。
奥托一世将自身置身于爱国运动前列，以赢得民众的信任，宣扬“伟大理想”是个改变希腊内部问题注意力的机会。1850年，君士坦丁堡牧首正式承认希腊东正教会的独立自主地位。与希腊同样信奉东正教的俄罗斯帝国渐渐取代英国成为希腊利益的保护者。
1854年3月，克里米亚战争爆发。希腊人认为实现“伟大理想”的机会来到了。当俄、土开战时，希腊人的非正规军队入侵土耳其，希腊政府不顾英、法的反对允许军队支援非正规军。入侵的结果是希腊部队被全部消灭；英、法出兵第二次封锁了比雷埃夫斯港，直到1857年。奥托一世时代的“伟大理想”破灭。

### 统治危机与十月政变
1859年发生了奥地利与意大利的战争（奧薩戰爭），奥托一世与他的臣民们在外交政策上发生了第一次分歧：希腊人站在加里波第一边；奥托一世却站在他的亲戚奥地利皇帝弗朗茨·约瑟夫一世一边。意大利在法皇拿破仑三世的支持下获得了胜利。奥托一世企图用进攻土耳其来挽回威信，但由于上次的教训，没有得到政府和人民的赞同。
由于国王没有子嗣，他的弟弟们不愿意改宗东正教，继位的问题被提到了议事日程。奥托一世对此采取置之不理的态度。雅典的大学生向群众宣传法国革命和意大利统一的精神，与奥地利同盟的奥托一世现在与“伟大理想”无关了。
奥托一世拒绝让新派政治家入选国会，还背地里反对受到民众支持的首相康斯坦蒂诺斯·卡纳里斯。1861年发生了学生企图刺杀王后的事件，学生的领袖被许多人奉为英雄；次年又发生了多起未遂叛乱与政变。军队变得越来越无纪律，最终在1862年10月发生政变。
阿卡尔拉米亚的一个地方头目宣布反叛，几天后各地纷纷响应，雅典的部队也加入反叛的行列，于是成立了临时政府。前首相德米特里奥斯·武尔加里斯成为临时政府首相。由於國王未曾真心接受憲法，因此在這次政變中他被推翻。英、法兩國也令他接受既成事實，於是他返回慕尼黑。

## 流亡与去世

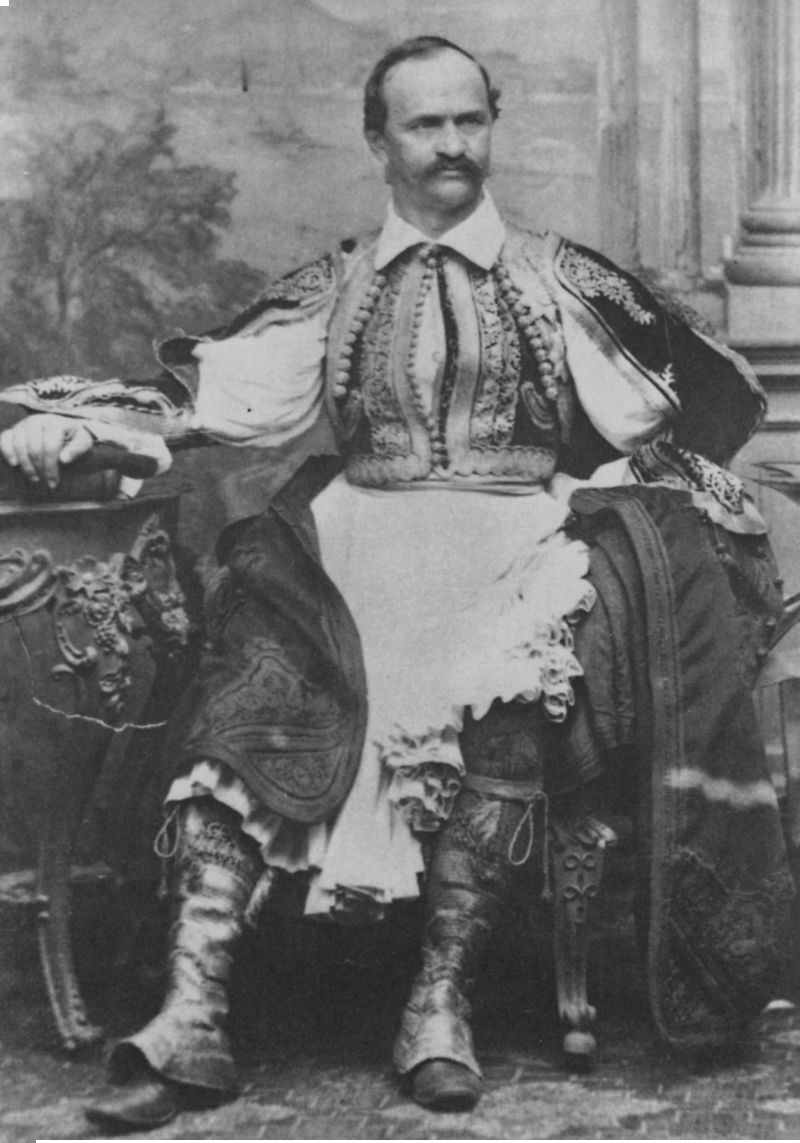
逊位后的奥托一世（1865年）

政变爆发时，奥托一世与阿玛利亚正在伯罗奔尼撒旅行，当他们准备回雅典时，在比雷埃夫斯被阻止不允许上岸。国王没有办法，只好与30年前来到希腊时一样乘坐英国军舰离开希腊。英、法、俄很快承认了希腊人废黜国王。
奥托回到了巴伐利亚，流亡中，他从未放弃过希腊王位。在1866年克里特反抗土耳其的起义中，他曾出资赞助克里特的起义者。
晚年，他經常身穿希臘傳統服飾出入巴伐利亞宮廷，直到1867年7月26日在班贝格去世，葬于慕尼黑的天主教堂。